# Laura Stellbrink

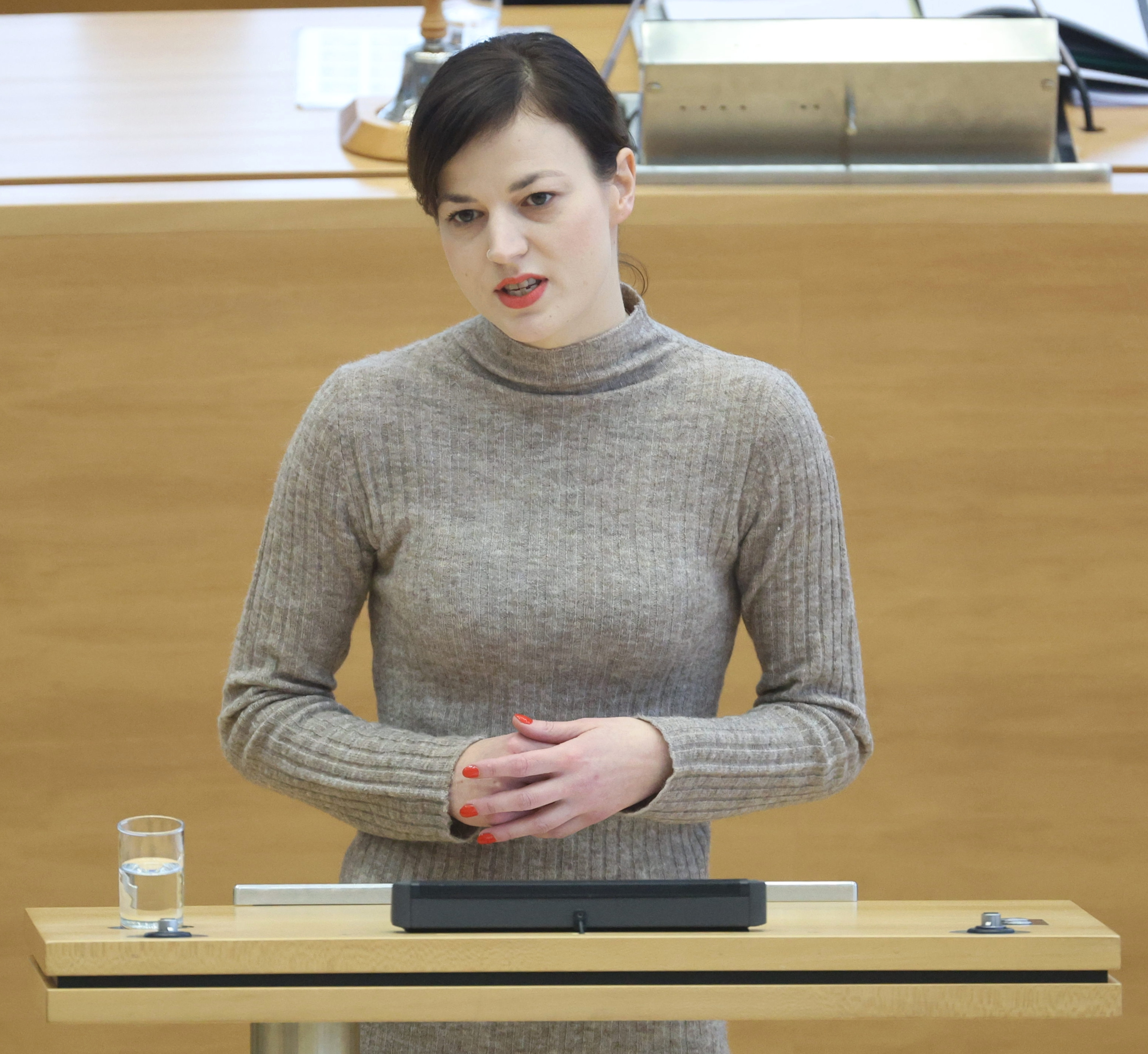
Laura Stellbrink (2024)

Laura Stellbrink (* 27. September 1990 in Würzburg) ist eine deutsche Politikerin (SPD) und seit 2024 Mitglied im Sächsischen Landtag.

## Leben
Nach dem Abitur am Gymnasium Coswig (Sachsen) studierte Stellbrink Politikwissenschaft mit Bachelor- und Masterabschluss und arbeitete zunächst in der Projektkoordination bei der AWO Chemnitz. Sie wechselte dann als Büroleiterin zu den SPD-Landtagsabgeordneten Juliane Pfeil und Simone Lang. Im Anschluss war sie ab 2021 bei der sächsischen SPD-Landtagsfraktion als Referentin für Presse- und Öffentlichkeitsarbeit tätig.
Stellbrink lebt in Dresden-Neustadt, ist konfessionslos, verheiratet und hat ein Kind.

## Partei und Politik
Der SPD gehört Stellbrink seit 2015 an, seit 2018 ist sie Mitglied im Landesvorstand der SPD Sachsen. Sie ist Landesvorsitzende der sächsischen Arbeitsgemeinschaft sozialdemokratischer Frauen (ASF).
Bei der Landtagswahl in Sachsen 2024 kandidierte Stellbrink erfolglos im Wahlkreis Bautzen 1, erhielt aber ein Mandat über die Landesliste ihrer Partei auf Listenplatz 9. Im Landtag amtiert sie als Parlamentarische Geschäftsführerin und erste stellvertretende Fraktionsvorsitzende.